# Hynek mladší Bruntálský z Vrbna
Hynek (mladší) Bruntálský z Vrbna (německy Heinrich (Hinko) der Jüngere von Wrbna-Freudenthal apod., latinsky Hinco Ivnior L.B. a Wirben et Freudenthal 1589 – 7. února 1614) byl moravský šlechtic ze slezské linie rodu Bruntálských z Vrbna. Působil jako univerzitní rektor a právník ve na konci 16. a na počátku 17. století.

## Život
Narodil se jako syn hejtmana Jana Bruntálského z Vrbna a Heleny Alžběty, rozené svobodné paní Hofmannové z Grünbühelu (asi 1524 až 1584). Měl bratry Jana (asi 1543–1608) a Bernarta (asi 1559–1613).
Páni z Vrbna byli přibuzensky spřízněni s významným rodem Žerotínů, kteří stáli v čele protestantského hnutí a vytrvale je podporovali. Hynek odešel na studia do Frankfurtu nad Odrou. Na tamní univerzitě tehdy navštěvované zejména protestantskými studenty, získal kvalitní vědecké vzdělání a v roce 1606 zde dosáhl titulu rektora (Magnificus Academiæ Francofurtanæ Rector).
V roce 1610 zřejmě provedl zápis z jednání zemského sněmu v Olomouci 
Hynek mladší Bruntálský z Vrbna zemřel 10. února 1614.

### Manželství a rodina
Také Hynek Bruntálský si svou nevěstu vybral z rodu Žerotínů. V roce 1609 se svých dvacetil letech oženil s o rok mladší Bohunkou (též Benignou, či Beatrix) ze Žerotína (1590–1636), dcerou moravského zemského hejtmana, slavného Karla staršího ze Žerotína.
Jejich syn, pokřtěný jménem Karel (asi 1610–1638) na počest svého dědečka z matčiny strany, se stal jeho univerzálním dědicem, včetně velkolepé knihovny a vědeckých sbírek Žerotínů, zemřel však mladý a zřejmě bez potomků.
Ovdovělá Bohunka se po Hynkově smrti provdala podruhé. Jejím manželem se stal Zikmund z Tiefenbachu.